# ریچارد دونپورت-هاینس
ریچارد پیتر تریدوِل دَوِنپورت-هاینس (انگلیسی: Richard Peter Treadwell Davenport-Hines؛ زادهٔ ۲۱ ژوئن ۱۹۵۳) نویسنده، مورخ، منتقد ادبی و زندگی‌نامه‌نویس اهل بریتانیا و همکار علمی آل سولز کالج، آکسفورد است. 
او مدتی فِلوی پژوهشی مدرسه اقتصاد لندن بود و در آنجا سرپرستی یک پروژه تحقیقاتی در مورد جهانی شدن شرکت‌های دارویی را بر عهده داشت. او برنده مشترک «جایزه ولفسون برای تاریخ و بیوگرافی» در سال ۱۹۸۵ و برنده «جایزه وادزوُرث برای تاریخ تجارت» در سال ۱۹۸۶ بود. او اکنون نویسنده و منتقد تعدادی از مجلات ادبی از جمله لیتراری ریویو و مشاور فرهنگ زندگی‌نامه ملی است که در آن ۱۶۹ زندگی‌نامه نیز نوشته‌است. وی عضو انجمن پادشاهی ادبیات انگلستان هم هست و از طرفداران ماندن انگلستان در اتحادیۀ اروپا در جریان همه‌پرسی عضویت بریتانیا در اتحادیه اروپا بود.